# Булига Андрій Михайлович
Андрій Михайлович Булига (нар. 13 жовтня 1968 року, селище Сариозек, Казахська РСР) — заступник Міністра оборони Російської Федерації з матеріально-технічного забезпечення з 11 березня 2024 року, генерал-лейтенант (2016 рік).

## Біографія
Народився 13 жовтня 1968 року у селищі Сариозек Кербулацького району Казахської РСР.
У 1990 році закінчив Ульянівське вище військово-технічне училище, у 1999 році — Військову академію тилу та транспорту, у 2010 році — Військову академію Генерального штабу.
Проходив військову службу у Західній групі військ, Московському, Далекосхідному та Центральному військових округах, у Штабі матеріально-технічного забезпечення Збройних сил Російської Федерації.
Із грудня 2012 року — заступник командувача військ Центрального військового округу з матеріально-технічного забезпечення, з лютого 2018 року — заступник командувача військ Західного військового округу з матеріально-технічного забезпечення.
2014 року присвоєно персональне військове звання «генерал-майор». 20 лютого 2016 року надано персональне військове звання «генерал-лейтенант».
11 березня 2024 року указом Президента Росії призначений заступником Міністра оборони Російської Федерації з матеріально-технічного забезпечення Збройних сил Російської Федерації.

## Санкції
30 жовтня 2024 року, через російське вторгнення в Україну, занесений до санкційного списку США.
21 лютого 2025 року доданий до санкційних списків Австралії та Нової Зеландії.

## Нагороди
- ордени:
  - «За заслуги перед Вітчизною» IV ступеня;
  - Олександра Невського;
  - Мужності;
  - «За військові заслуги»;
- медалями ордена «За заслуги перед Вітчизною» І та ІІ ступенів;
- Відомчими нагородами Міноборони Росії.

## Родина
Одружений, має двох дітей.